# Dyspteris
Dyspteris is een geslacht van vlinders van de familie spanners (Geometridae), uit de onderfamilie Larentiinae.

## Soorten
- D. abortivaria Herrich-Schäffer, 1858
- D. aequivirgata Warren, 1907
- D. breviataria Hübner, 1818
- D. crispisulcans Prout, 1926
- D. deminutaria Hübner, 1818
- D. egregiaria Guenée, 1857
- D. extremata Warren, 1907
- D. formosa Dognin, 1923
- D. gigantea Herbulot, 1988
- D. insignis Dognin, 1912
- D. legitumaria Guenée, 1856
- D. mexicaria Schaus, 1901
- D. moinieri Herbulot, 1988
- D. naiadaria Guenée, 1857
- D. parvula Warren
- D. subcoerulea Warren, 1907
- D. subvariata Dognin, 1923
- D. tenuivitta Dognin, 1908
- D. trichophora Herbulot, 1988
- D. trifilaria Walker, 1866
- D. vecinaria Schaus, 1901
- D. viridilineata Dognin, 1917